# Санта-Ана (Сонора)
Санта-Ана (исп. Santa Ana) — город в Мексике, штат Сонора, входит в состав одноимённого муниципалитета и является его административным центром. Численность населения, по данным переписи 2020 года, составила 12 372 человека.

## Общие сведения
Название Santa Ana дано в честь Святой Анны.
Поселение было основано в 1883 году при строительстве железной дороги, и получило статус города в 1943 году.